# Woiwodschaft Krakau (1975–1998)

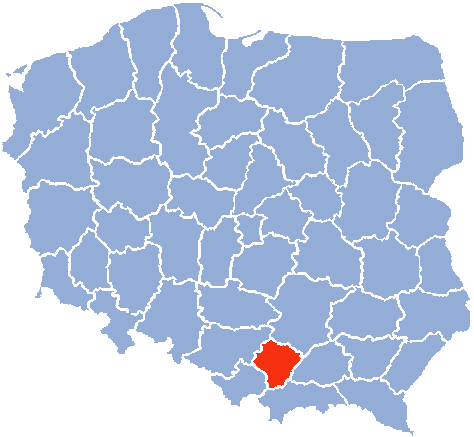
Lage der Woiwodschaft Krakau in Polen

Die Woiwodschaft Krakau (polnisch Województwo krakowskie) war in den Jahren 1975 bis 1998 eine polnische Verwaltungseinheit, die im Zuge einer Verwaltungsreform in der Woiwodschaft Kleinpolen aufging. Die Hauptstadt war Krakau.
Bedeutende Städte waren (Einwohnerzahlen von 1998):
- Krakau – 740.666
- Skawina – 24.389
- Wieliczka – 17.989